# 2e régiment de chasseurs à cheval du royaume d'Italie
Le deuxième régiment de chasseurs à cheval italien dit « Principe Reale » est un régiment de Cavalerie légère, issue du régiment provisoire de dragons, nommé ainsi en l'honneur du vice roi Eugène de Beauharnais. Le régiment fut fondé le 30 mars 1808 en Espagne et fubt dissous le 28 juillet 1814 à la chute du royaume d'Italie. Le régiment est un des dix régiments de cavalerie que va posséder le royaume et il participera aux guerres napoléoniennes, en s'illustrant particulièrement lors de la guerre d'indépendance espagnole et lors de la campagne de Russie.

## Historique

### Le régiment provisoire des dragons italiens

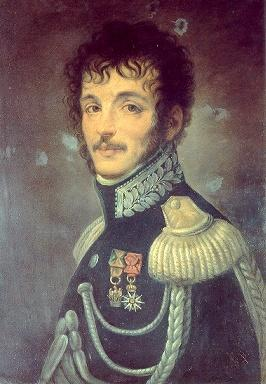
Teodoro Lechi

En novembre 1807, une division est formée par le 1er régiment de dragons italiens à Milan pour la guerre d'Espagne (Corps d'observation des Pyrénées Orientales), sous le commandement du général Teodoro Lechi ; les troupes, composées de soldats italiens, napolitains et français, comprenant un régiment de cavalerie provisoire, sous le commandement du major Rambourgt, composé d'un escadron de dragons (deux compagnies du 1er régiment de dragons italiens et du 4e escadron du 2e dragons italien dit dragons Napoléon) et d'une de chasseurs (dépôts du 1er régiment de chasseurs à cheval du royaume d'Italie et du 2e régiment de chasseurs à cheval napolitains). À Avignon, les escadrons italiens sont associés à deux régiments français provisoires de la brigade Bessières, et sont rejoints par un troisième escadron du 1er régiment de chasseurs à cheval italiens. Sous le commandement du général Guillaume Philibert Duhesme, le corps arrive en Espagne le 9 février 1808. Le 1er régiment provisoire de dragons comptait 544 hommes le 29 février et était renforcé par 250 hommes sans chevaux du 2e escadron du 2e chasseurs à cheval napolitain. Le 30 mars, par arrêté du vice-roi, est créé le 2e régiment de chasseurs à cheval « Prince royal », caractérisé par des insignes écarlates. Néanmoins, le 1er provisoire était toujours actif sous se nom et se distingua par exemple lors de la prise de Hostalric en juin,.

### Les chasseurs à cheval

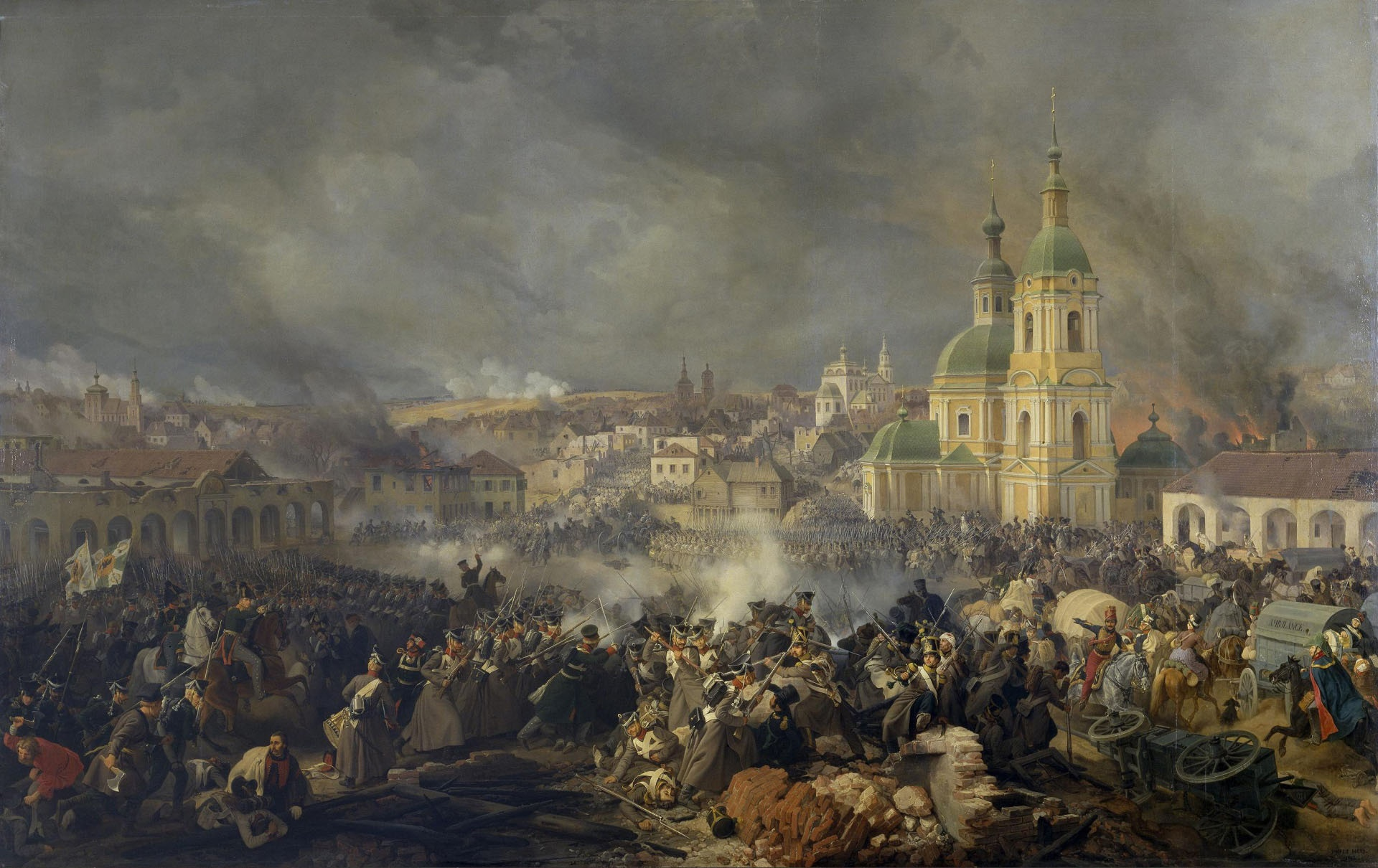
Bataille de Viazma

Le 26 février 1809 un 5e escadron est formé ; le 11 mars, l'état des deux premiers escadrons, stationnés à Barcelone avec la division Lechi, fut jugé très mauvais par une inspection française, les 322 hommes furent définis comme « réduits en haillons, presque à pied et avec un tiers des hommes manquant à l'appel». Les 3e et 4e escadrons appartenaient à la division Tyrol, le 5e à la division de réserve et étaient stationnés en Italie. À la suite du traité de Schönbrunn qui met fin à la campagne d'Allemagne et d'Autriche de 1809, les 3e et 4e escadrons furent affectés à la division du général Julhien. En avril 1810, les 1er et 2e escadrons faisaient partie du contingent italien en Espagne avec des escadrons du 1er régiment de chasseurs à cheval italiens et du 2e régiment de dragons italiens dit Napoléon, tandis que les 3e et 4e étaient en caserne à Vigevano. Les deux escadrons en Espagne qu'ils furent renvoyés en Italie. Le 21 septembre un décret réorganisa la cavalerie italienne et le régiment prit le nom de 2e régiment de chasseurs à cheval « Principe Reale ». En octobre le régiment fut réuni à Milan, son nouveau quartier général après que celui de Vigevano fut cédé au nouveau 3e régiment de chasseurs à cheval italiens. À l'été 1811, le 2e régiment s'entraînait à Montichiari sous le commandement du général Maurice Ignace Fresia. Le 1er novembre, le régiment comptait 894 chasseurs, répartis entre Udine et Padoue. En mai 1812, les dépôts de tous les régiments de chasseurs italiens furent réunis à Lodi. Le régiment fort de 721 de cavaliers parti pour la campagne de Russie, avec le major Luigi Palombini et les commandants d'escadron Bucchia, Lorenzi et Vautrin ; le régiment faisait partie de la 3e brigade de la division Pino (général Giovanni Villata). Au cours de la campagne, le régiment se distingue à plusieurs reprises : le 4 septembre envoyés en éclaireur près de Borodino dans l'oblast de Moscou, il affronte les cosaques, le 7 septembre ils les affrontent à nouveau lors de la bataille de la Moskova, défendant ainsi le flanc du IVe corps. Le 9 octobre, ils furent envoyés à Dimitrov, le point le plus septentrional atteint par la Grande Armée en Russie, mais ils furent rappelés à Moscou le 13 octobre 1812. Le 24 octobre, lors de la bataille de Maloïaroslavets, le colonel Banco est blessé et meurt le 3 novembre, lors de la bataille de Viazma, il est remplacé par Gasparinetti. Le 1er mars 1813, à Głogów dans le duché de Varsovie, le régiment comptait au total 173 cavaliers survivants de la retraite de Russie. Les pertes ont été compensées en acceptant des volontaires et en transférant des soldats de l'infanterie ; avec un effectif de 732 hommes, le régiment quitta Vérone début mai pour atteindre Dresde où, sous le commandement du colonel Second Laval, il fut affecté au XIVe corps. Le régiment s'illustre le 8 septembre à Pirna puis subit de lourdes pertes lors des affrontements des 22 et 24 septembre, lorsque le chef d'escadron Pizzi est fait prisonnier. Avec les troupes du maréchal de France Laurent de Gouvion-Saint-Cyr, le régiment, réduit à 300 hommes, tente à plusieurs reprises de quitter Dresde, où il est bloqué ; le 11 novembre, Gouvion-Saint-Cyr signe la capitulation qui oblige ses troupes à rentrer en France et à y rester jusqu'à la fin de la guerre et la dissolution de l'unité.

## Uniforme
L'uniforme est de couleur verte avec des distinctifs écarlate. Chaque escadrons se compose de quatre compagnies dont une d'élite et trois dite du centre, les compagnie du centre porte la shapka polonaise de couleur noire avec des chevrons argentés, une cocarde verte, rouge et blanche est apposé sous la ganse de cocarde. Un plumet de couleur verte avec un sommet vert est attaché et à sa base il y a un pompon bleu. Les officiers portent le shako et ont un plumet blanc avec un pompon argenté. Sur le revers de l'habit il y a de chaque côté de la veste entre six et huit chevrons. Les cavaliers ont un collet droit de couleur écarlate sauf pour la trompette dont les couleurs sont inversées. Les parements sont écarlate et ouvert en dessous et sont en pointe, les retroussis sont également écarlate. Les cavaliers possèdent une culotte d'équitation à l'hongroise de couleur verte avec un liseret argenté. Les jugulaires sont doré pour les cavaliers et argenté pour les officiers un peu comme pour l'armée impérial russe. Sur la culotte il y a des trèfles à trois boucle. Les soldats portent des contres épaulettes puis des pattes d'épaules à partir de 1813 ou le shako se généralise, la trompette porte des épaulettes argenté comme l'officier et la compagnie d'élite des épaulettes écarlate et argenté. La compagnie d'élite porte le Colback avec un plument et pompon rouge indiquant sont appartenance à cette compagnie. Les bottes portées sont des bottes à l'hongroise elles sont portées sur ou en dessous de la culotte. L'équipement du cheval se compose d'une chabraque avec son porte manteau, le liseret est écarlate pour la compagnie d'élite, large et argenté pour l'officier et juste argenté pour la troupe. Le mouton de chabraque est blanc. Le bonnet de police présente un cor de chasse pour la troupe et une grenade pour la compagnie d'élite. La giberne ne porte pas d'inscription. L'armement se compose d'un mousqueton de cavalerie du modèle 1777 et d'un sabre de cavalerie légère identique à celui porté par les chasseurs à cheval de la Garde impériale. Les chevaux sont de robe Alezan ou Bai, la trompette monte un cheval gris,,,.